# Nabój 6,35 × 15,5 mm Browning
6,35 × 15,5 mm Browning (.25 ACP) (Automatic Colt Pistol) – nabój pistoletowy przeznaczony do zasilania kieszonkowych pistoletów samopowtarzalnych. Skonstruowany na początku XX wieku przez Johna Mosesa Browninga. Pierwszym pistoletem zasilanym tym nabojem był produkowany przez FN Browning Model 1906. W następnych latach powstały liczne wzory pistoletów zasilanych tym nabojem.
W Niemczech pierwsze przepisy regulujące posiadanie broni palnej zostały wprowadzone w 1908 roku. Wymagały one pozwolenia na posiadanie broni o kalibrze powyżej 7 mm. W rezultacie znacznie wzrósł udział w rynku pistoletów zasilanych nabojem 6,35 mm Browning, na które niepotrzebne było zezwolenie władz.
Po II wojnie światowej popularność naboju 6,35 mm Browning zaczęła spadać. Powodem tego była niska skuteczność tego naboju, niższa nawet od sportowego naboju bocznego zapłonu .22 Long Rifle. Wyższa skuteczność naboju .22 LR, w połączeniu z jego niższą ceną sprawiły, że obecnie większość małych pistoletów zasilanych jest tą amunicją. Nabój 6,35 mm Browning nadal zachowuje jednak grupę zwolenników, ponieważ jako nabój centralnego zapłonu ma wyższą niezawodność, a dodatkowo jego pocisk nie podlega (jako pełnopłaszczowy) uszkodzeniom przy manipulacji, tak jak miękki pocisk ołowiany naboju .22 LR.